# Emil Leon Post

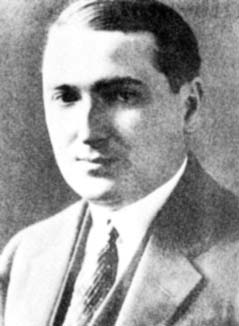
Emil Post

Emil Leon Post (Augustów, 11 februari 1897 - New York, 21 april 1954) was een wiskundige en logicus uit Polen en de Verenigde Staten. Hij is het meest bekend voor zijn werk op het gebied dat later de theorie van de berekenbaarheid werd en hij heeft de waarheidstabel bedacht.